# Георгиос Сгураманис
Георгиос Сгураманис (на гръцки: Γεώργιος Σγουραμάνης) е гръцки журналист и издател от XX век.

## Биография
Роден е в едно от серските дарнашки гръцки села, вероятно Тополян (днес Хрисо), тогава в Османската империя. През 1929 г. участва в петчленната редакционна колегия, която издава вестник „Проодос“ (Прогрес), издание на Народната партия на Панагис Цалдарис. През 1933 или 1934 година става едноличен собственик на „Проодос“. Собственик е до 31 юли 1970 година, когато се оттегля. Преди войната подкрепя Народната партия, а след войната Прогресивната партия на Спиридон Маркезинис, а по-късно Националния радикален съюз на Константинос Георгиу Караманлис, на когото е кум.
Умира в 1971 година в Солун. Името му носи улица в Сяр.